# Georges d'Espagnat
Georges d'Espagnat   (Melun, 14 d'agost de 1870 - París, 17 d'abril de 1950) va ser un pintor, il·lustrador i gravador francès. Molt prolífic, va pintar més de mil quadres i les seves obres es conserven en nombrosos museus.

## Biografia
El 1888 va ingressar a l'École nationale supérieure des arts décoratifs i a l'École nationale supérieure des beaux-arts. De caràcter fort i independent, Georges d'Espagnat va preferir, però, entrenar-se sol fent còpies de quadres, sobretot del Museu del Louvre.
Dissenyador i gravador talentós, va col·laborar en nombroses publicacions periòdiques il·lustrades com Le Courrier français (1895-1896), La Critique i Le Rire (1899-1912). Va ser també autor de litografies originals. Practicant el gravat en fusta, va utilitzar una navalla i va donar una interpretació expressionista a diverses xilografies per a la revista L'Ymagier dirigida per Remy de Gourmont, del qual en va il·lustrar la novel·la Sixtine (1922).

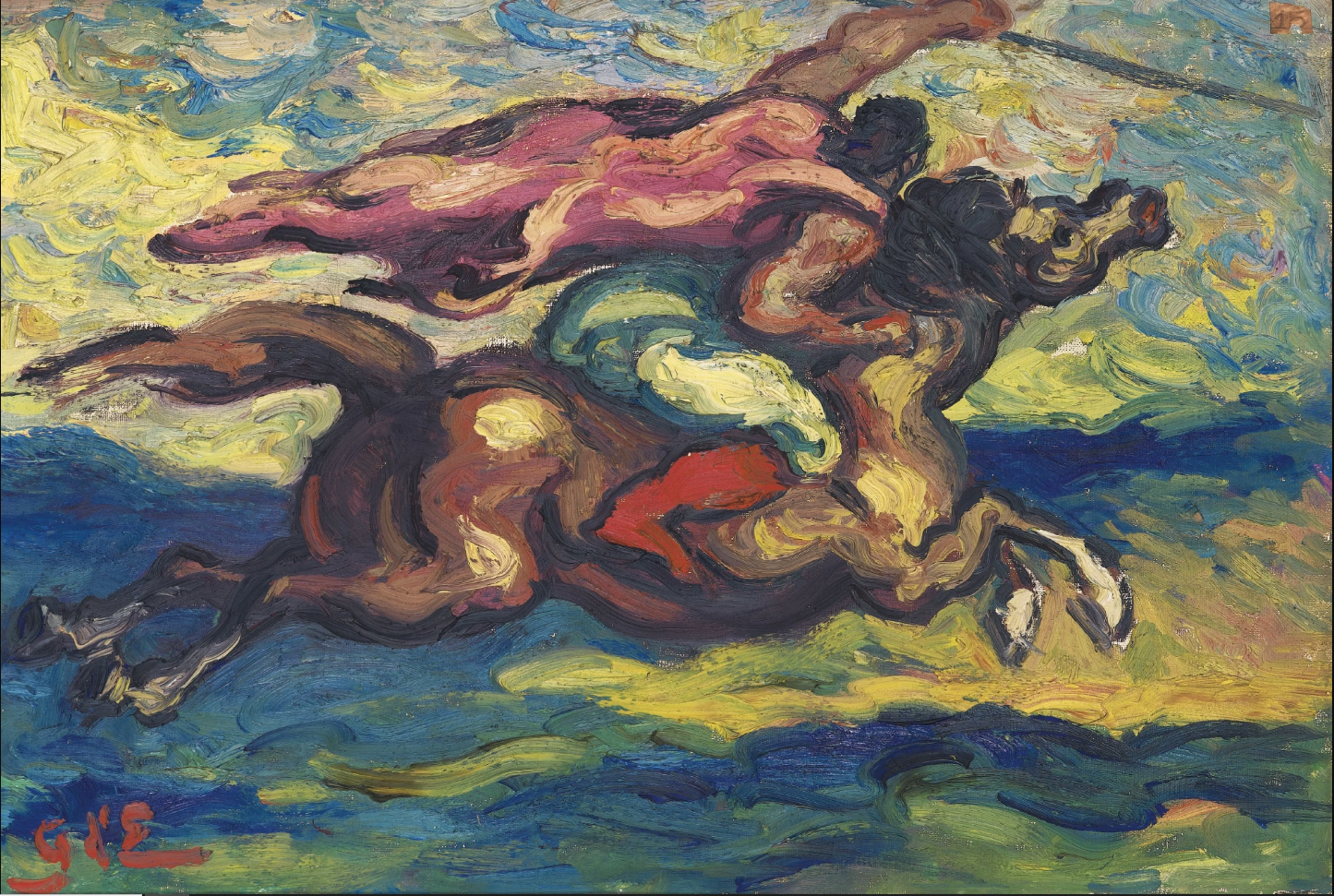
Genet (c.1895)
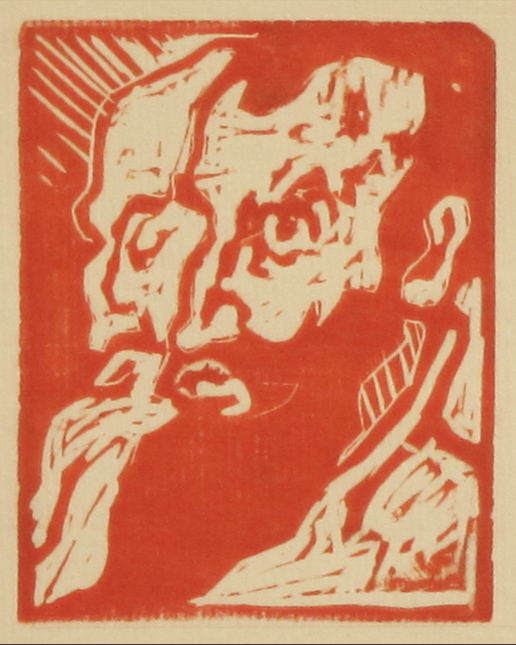
Xilografia (1895)
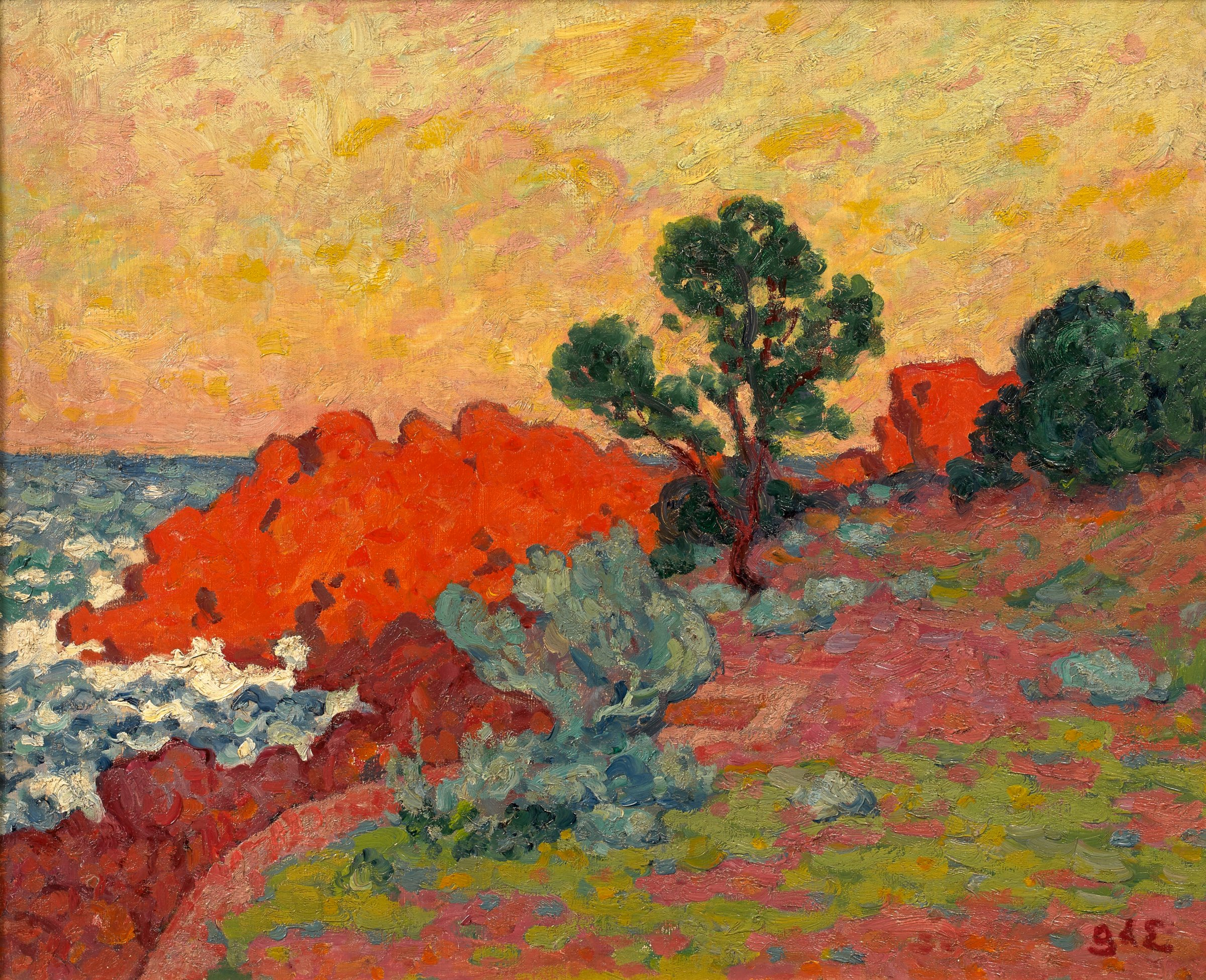
Les roques vermelles (c.1901)
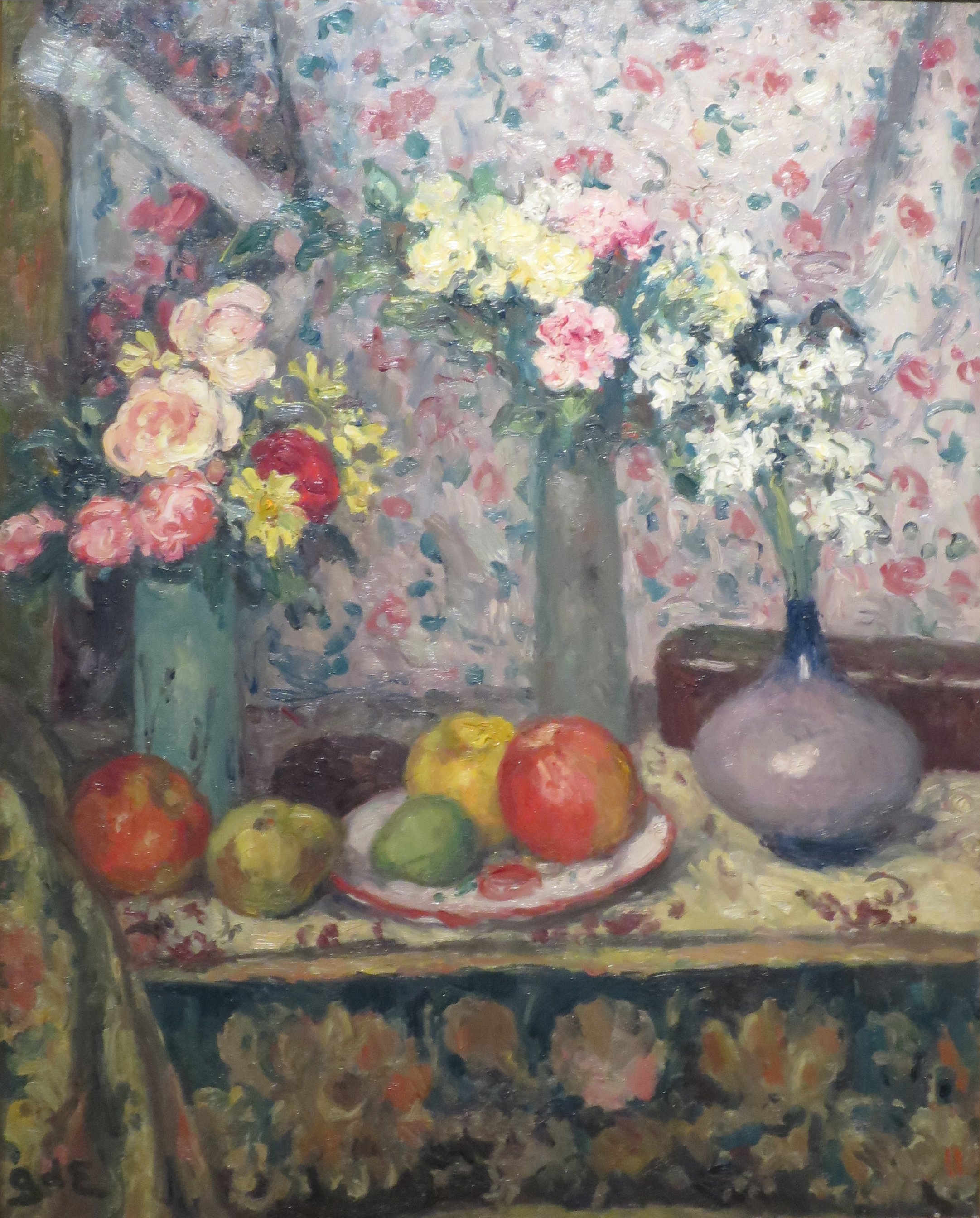
Flors i fruites (1907)
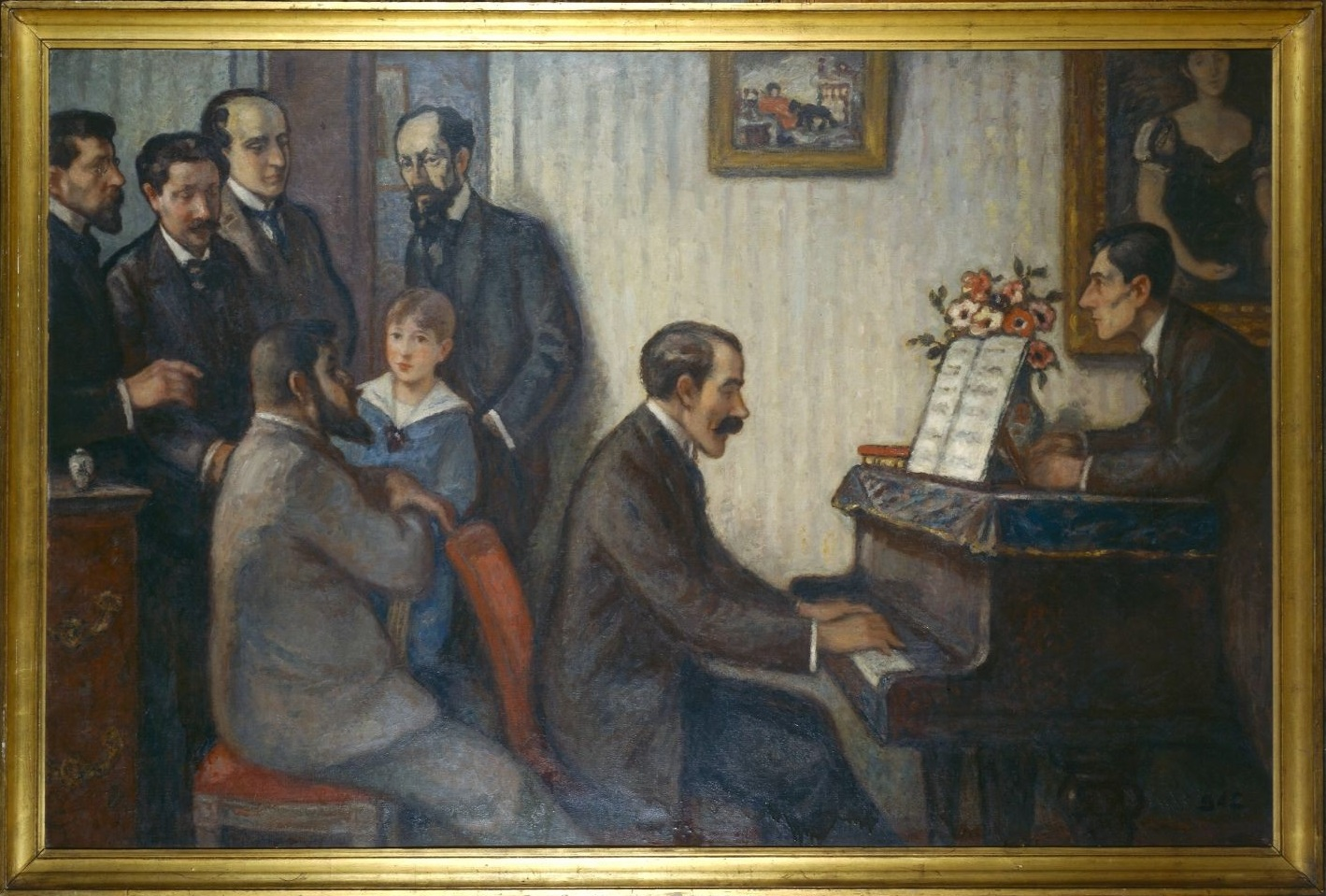
Réunion de musiciens chez M. Godebski (1910)
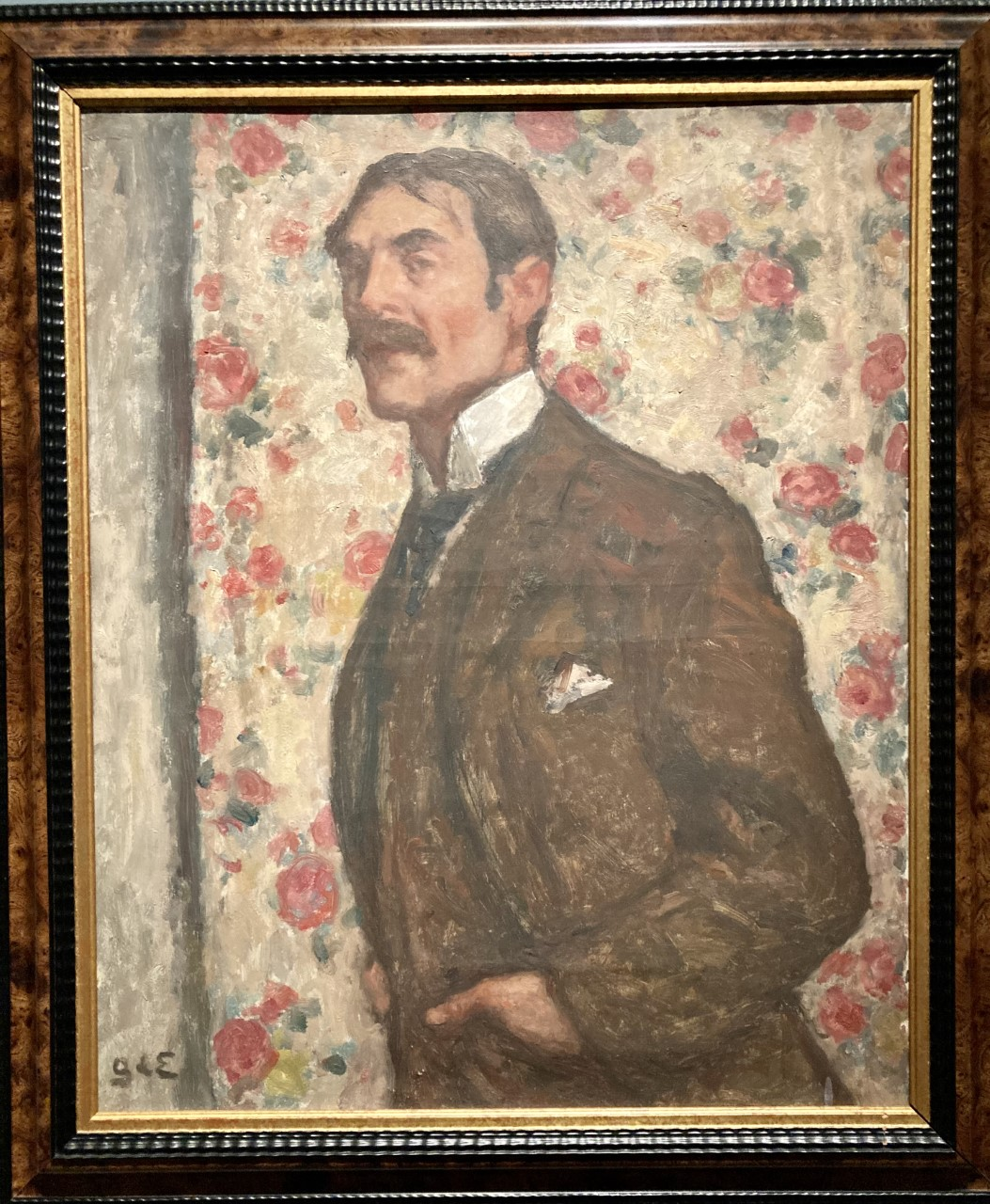
Paul Valery (1910)
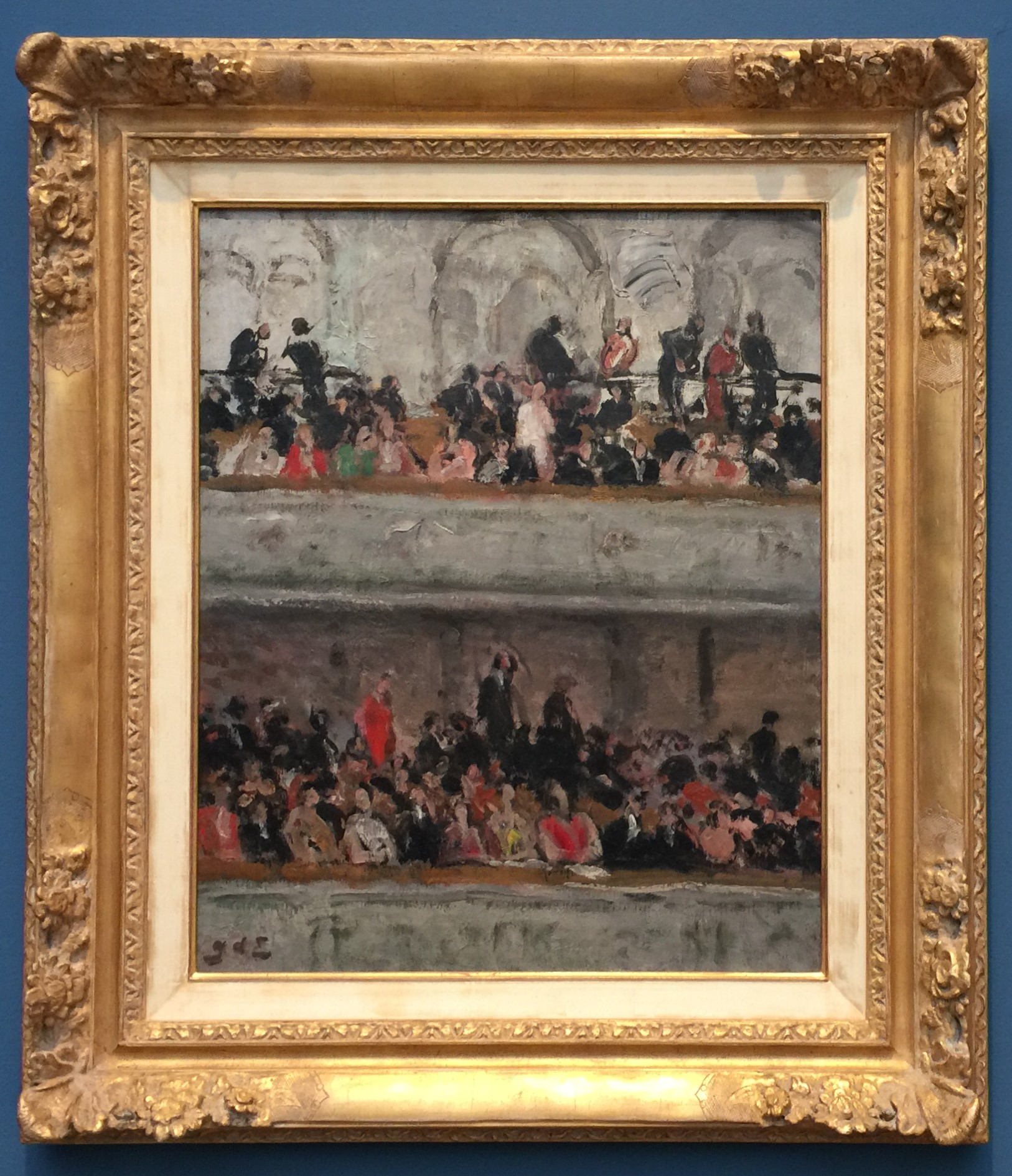
La sala Gaveau (1930)